# Orahovice (Republika Serbska)
Orahovice (cyr. Ораховице) – wieś w Bośni i Hercegowinie, w Republice Serbskiej, w gminie Bileća. W 2013 roku liczyła 2 mieszkańców.